# Lilliendal

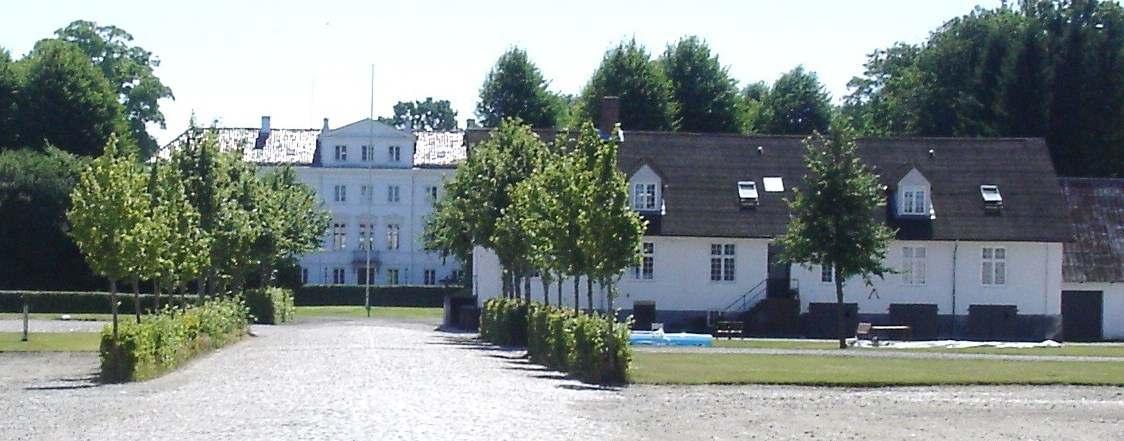
Lilliendal (2014)

Das Gut Lilliendal wurde 1664 erbaut, damals wurde dem Herrenhaus der Name „Skuderupgaard“ gegeben. Den Namen „Lilliendal“ erhielt es 1765.
Lilliendal liegt im Kirchspiel Øster Egesborg Sogn in der Kommune Vordingborg. Das Hauptgebäude wurde 1765 errichtet und 1825, 1852 sowie 1919 umgebaut.
Fast zweihundert Jahre über befand sich Lilliendal im Besitz des Uradelsgeschlechtes Knuth.

## Geschichte
Adam Christopher Knuth war zunächst Eigner der Baronie Christiansdal auf Lolland. 1804 erlangte er die königliche Erlaubnis, die Baronie aufzulösen und 1821 errichtete er das Fideikommiss Liliendal. 1919 wurden die dänischen Fideikommisse aufgelöst.

## Eigner
- (1640–1662) Gjord Rasmussen
- (1662–1673) Leonhart Lihnert
- (1673–1683) Michael Henriksen Tisdorph
- (1683–1717) Carl Heinrich Thomas Heins
- (1717–1726) Christian Frantzen Toxsværd
- (1726–1730) Georg Jørgen Frederik Segebaden
- (1730–1740) Jørgen Poulsen Wetmann
- (1740–1741) Anna Wetmann, geb. Hansdatter
- (1741–1753) Johan Jack Hæseker
- (1753–1757) Anna Margrethe Enslin, geb. Sprang
- (1757) Peder Qvistgaard
- (1757–1760) Sophie Hedevig Ziemers
- (1760–1785) Hans Gustav Lillienskiold
- (1785–1795) Niels Lunde Reiersen
- (1795–1798) Peter Uldall
- (1798–1800) Antoinette Uldall, geb. Hansen
- (1800–1802) Thomas Bech
- (1802) Holger Stampe
- (1802–1840) Adam Christopher Knuth-Christiansdal
- (1840–1852) Christian Frederik Knuth-Christiansdal
- (1852–1897) Adam Carl Vilhelm Knuth-Christiansdal
- (1897–1936) Christopher Knuth-Christiansdal
- (1936–1950) Christian Frederik Knuth-Christiansdal
- (1950–1963) Christian Frederik Knuth-Christiansdal / Ulrich Christian Knuth-Christiansdal
- (1963–1994) Ulrich Christian Knuth-Christiansdal
- (1994–2007) Lilliendal I/S v/a Svend Theodor Kallehave Nielsen / Frits Johannes Kallehave Nielsen
- (2007–) Svend Theodor Kallehave Nielsen